# Khövsgöl, Dornogovi
Khövsgöl (tiếng Mông Cổ: Хөвсгөл) là một sum của tỉnh Dornogovi ở miền đông Mông Cổ. Vào năm 2009, dân số của sum là 1.531 người.

## Địa lý
Sum có diện tích khoảng 8.376,96 km2. Trung tâm sum, Khövsgöl, nằm cách tỉnh lỵ Sainshand 160 km và thủ đô Ulaanbaatar 625 km.

### Khí hậu
Khövsgöl có khí hậu hoang mạc. Nhiệt độ trung bình hàng năm trong khu vực là 10 °C. Tháng ấm nhất là tháng 7, khi nhiệt độ trung bình là 32 °C và lạnh nhất là tháng 1, với −15 °C. Lượng mưa trung bình hàng năm là 166 mm. Tháng ẩm ướt nhất là tháng 6, với lượng mưa trung bình là 35 mm, và khô nhất là tháng 1, với 1 mm.

## Kinh tế
Sum có một trường học, bệnh viện, khu dịch vụ và xưởng.